# Distrito de Chúmuch
El distrito de Chúmuch es uno de los doce que conforman la provincia de Celendín, ubicada en el departamento de Cajamarca en el Norte del Perú.

## Historia
El distrito fue creado mediante Ley del 30 de septiembre de 1862, en el segundo gobierno del Presidente Ramón Castilla.

## Geografía
De acuerdo al Censo de 2017 el distrito cuenta con 2 762 habitantes aproximadamente. La capital del distrito es la localidad de Chúmuch.
Este distrito está conformado por caseríos y centros poblados:
- La Lucma
- El Azafrán
- Mitopampa
- Yanacancha
- Bella Aurora
- El Imperio
- La Unión
- Agua Santa
- Rambrán
- Cristo Rey
- Miraflores
- Tres de Octubre
- Nueva Laguna
- Las Minas
- Poroporo
- Nuevo Bella Aurora
- Vista Hermosa
- Buena Vista
- Cardón
- Chupica

## Autoridades

### Municipales
Alcalde Ever Vásquez Vásquez *2023-2026*

### Policiales
- Comisario: SS PNP Pablo Díaz Escalante

## Festividades
- Fiesta Patronal "Virgen de las Mercedes" del 13 al 24 de septiembre.
- Junio: Corpus Christi.

## Proyecto hidroeléctrico
El distrito de Chumuch es uno de los distritos de la provincia de Celendín donde se desarrollará el proyecto de la Central Hidroeléctrica Chadín 2, que generará 700MW de energía renovable aprovechando la fuerza de las aguas del río Marañón.